# Grandview (Wisconsin)
Grandview – miasto w Stanach Zjednoczonych, w stanie Wisconsin, w hrabstwie Bayfield.